# Muzeum Łużyckie w Zgorzelcu
Muzeum Łużyckie w Zgorzelcu – muzeum położone w Zgorzelcu. Placówka jest miejską jednostką organizacyjną.

## Historia
Inicjatorem powstania placówki było Polskie Stowarzyszenie Euroopera, działające w Zgorzelcu.
W prace nad projektem włączyli się m.in. Stanisław Fiszt, dyrektor Muzeum Karkonoskiego w Jeleniej Górze oraz władze samorządowe, które w 2003 roku przekazały na rzecz placówki budynek przy ul. Daszyńskiego 15. W latach 2003–2007 przeprowadzono remont obiektu, co umożliwiło otwarcie muzeum w 2007 roku.

## Wystawy
19 marca 2010 uruchomiono wystawę stałą prezentującą wnętrze chaty łużyckiej z okresu XVIII i XIX wieku. Odtworzono ścianę domu o konstrukcji przysłupowej (materiały pochodzą z resztek chaty w Skrzydlicach), zaś wnętrze wyposażono w meble oraz przedmioty codziennego użytku. Część z eksponatów wypożyczono z Muzeum Miejskiego w Görlitz.

Ponadto placówka organizuje wystawy czasowe.

## Kontrowersje
Niemiecki polityk Holger Haugk z Polskiego Instytutu w Lipsku przestrzegał, że określenie Muzeum Łużyckie może zostać nadużyte do antyniemieckiej retoryki wojennej, i że znacznie lepszą nazwą byłoby np. Muzeum Regionalne.